# Gara Arnold
Gara Arnold, születési nevén Glück Adolf (Budapest, 1882. február 25. – Budapest, 1929. augusztus 19.) magyar festő, rézkarcoló, grafikus és keramikus.

## Életpályája

Gara Arnold: A tudós faun (színezett rézkarc)

Glück Ármin és Grabmann Jozefa fiaként született. Autodidakta módon tanult. Nagybányán és Németországban is tanult. 1905-től volt kiállító művész. 1926-ban adta ki a Magyar Parnasszus című, modern magyar költők verseihez készített illusztrációkat tartalmazó rézkarcalbumát.
Tagja volt a Magyar Képzőművészek és Iparművészek Egyesületének (1909–1913) és a Paál László Társaságnak is.
1911. december 24-én házasságot kötött Schwarcz Szerénával.
1929. augusztus 19-én otthonában öngyilkosságot követett el. Második felesége Korodi Márta (1901–1930) orvosnő félévvel később szintén öngyilkos lett.
Sírja a Farkasréti izraelita temetőben található.

## Művei
- Domboldal napsütésben (1908)
- Gulácsy jelmezben (1908)
- Női akt (1910)
- Lantozó fiú (1912)

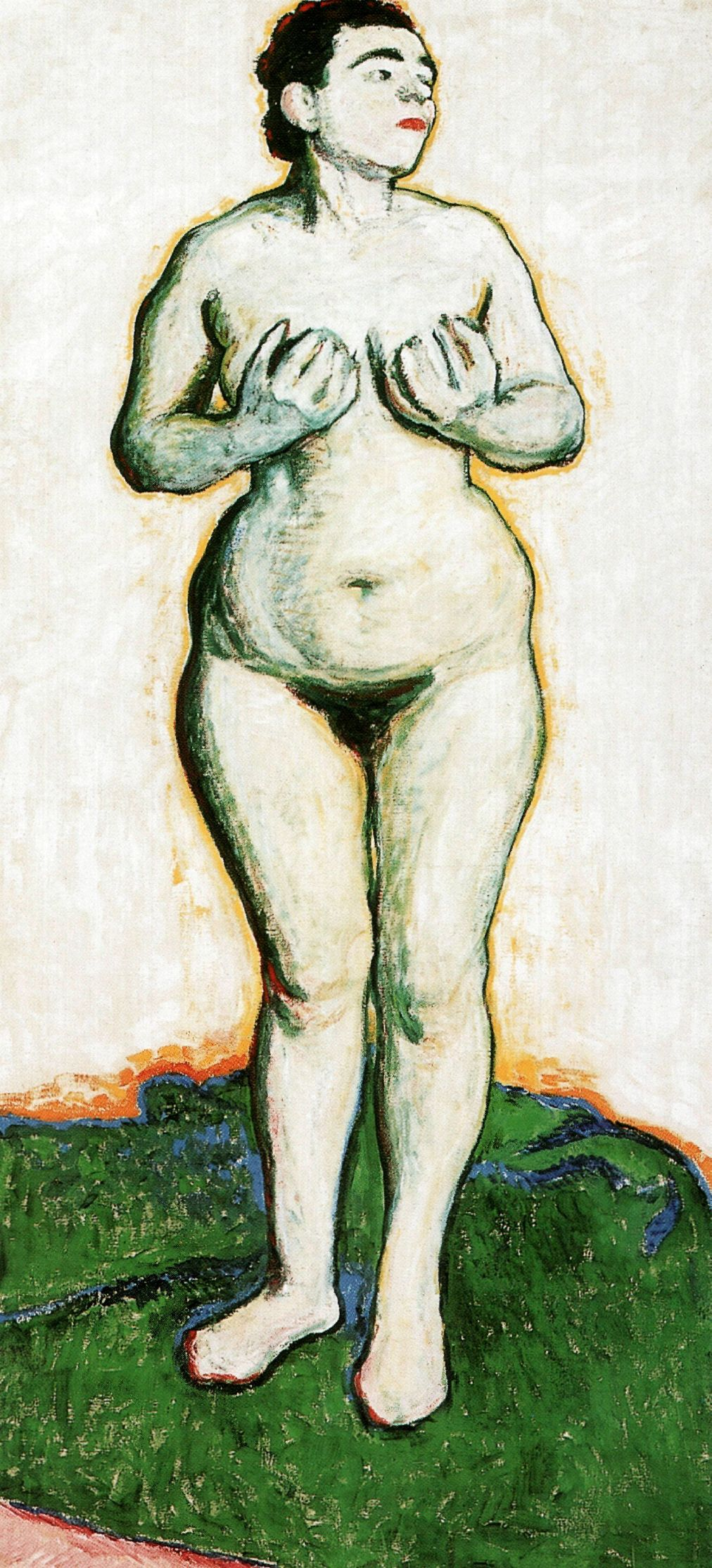
Gara Arnold: Női akt

- Csendélet kék pohárral, teáskannával és sárga vázával (1914)
- Tudásszomj (1919)
- Ady Endre sírja (1924)
- A költő álma (1926)
- Háború (1926)
- Emlékezés (1926)
- A bársonynyakékes hölgy
- A menekülő élet
- Adler család könyvtárából
- Balogh Rudolf
- Braun Géza
- Erzsi könyve
- Halászbárkák a Sión